# Wael Jassar
Wael Jassar (en arabe : وائل جسار) est un chanteur libanais de pop arabe né le 22 novembre 1976.

## Biographie
Né en 1976 dans une famille musulmane sunnite libanaise très pratiquante, Wael jassar a chanté beaucoup d'anachid, chansons pour le prophète Mahomet. Il s'est forgé une place dans la chanson arabe en interprétant une musique arabe moderne qui conserve son identité et rappelle l'âge d'or de la musique arabe, avec des titres tels que Te Gharib A Nas ou Yamama Yamamat (un anachid). Elevé au son des  mélodies de la musique classique arabe, Wael Jassar a interprété dès son jeune âge des chansons de la diva Oum Kalsoum et d'Abdel Halim Hafez.
Dès 1986, son premier album Kelmet Wada'a fut un succès, qui lui a valu la reconnaissance du public et des compositeurs.
Il a donné des concerts à travers le monde et est devenu un des chanteurs les plus adulés du monde arabe. Souvent comparé à George Wassouf, il a su en peu de temps se forger une identité propre et se distinguer par son style.[non neutre]
El Donia Alemetny, Habibi Kallimni, Ah Minno Al Hawa, Majrouh, Ya Samra, sont quelques-unes de ses chansons qui ont fait désormais le tour du monde arabe.

## Discographie
- 1986 : Kelmet Wada'a
- 1996 : Mashi
- 1997 : Amarou El-Habayeb
- 1999 : Sabrak Ya Alby
- 2001 : El Donia Alemetny
- 2003 : Allah Yekhalihom
- 2005 : Meshit Khalas
- 2006 : Sa'at Ba'oul
- 2008 : Tew'edny Leih
- 2010 : Fi Hadret El Mahboub Vol. 1
- 2010 : Rabaeyat Fi Hob Allah
- 2011 : Nabina El Zein
- 2011 : Kol Daqiqa Shakhseya
- 2013 : Seneen Oddam
- 2014 : Fi Hadret El Mahboub Vol. 2 (El Nabi Farhan)

## Producteurs
- Relax-In
- Arabica Music
- Art Line Music